# Palazzo Ruffo di Castelcicala
Il palazzo Ruffo di Castelcicala è un edificio di valore storico e architettonico di Napoli, situato in via Foria.

## Storia e descrizione
Fu costruito nella prima metà del XVII secolo dal duca di Telese. Attorno al 1720 venne comprato e rifatto da Carlo Caracciolo, duca di Belcastro, (1662-1742). Alla sua morte nel 1743 venne acquistato dai Ruffo, principi di Castelcicala, i quali possedevano un altro vasto palazzo nel Rione Sanità. I Ruffo  apportarono ampie e continue modifiche all'edificio sia nel corso del XVIII secolo che del XIX secolo, mantenendone la proprietà fino al 1896, anno nel quale Albina Ruffo di Castelcicala (ultima esponente della famiglia) lo portò in dote al marito Diego De Gregorio Cattaneo, principe di Sant'Elia.
Presenta un'estesa facciata neoclassica a quattro piani con due portali in piperno identici per dimensioni e disegno, caratterizzata dall'assenza di particolari elementi stilistici. Il bianco dell'intonaco contrasta con il grigio degli elementi in pietra del livello inferiore a bugne a cuscino, delle semplici incorniciature delle finestre e del cornicione sostenuto da mensole. Queste terminano in basso con delle gocce dopo essere state "tagliate" da un cordone lungo tutta la lunghezza della facciata.
All'interno sono presenti due cortili, "chiusi" sul fondo da altrettante scale aperte, sulle quali è poggiato lo stemma dei Ruffo del ramo di Castelcicala, sormontato da un mezzo cavallo rampante, che contiene il motto di famiglia: nunquam retrorsum (giammai indietreggiare).
Il secondo cortile (ambientazione dei film di Bellavista) presenta sul lato principale una doppia rampa di scale aperta con tre finestroni a tutto sesto disposti su ognuno dei tre piani. Il primo cortile invece presenta un finestrone squadrato di dimensioni più grandi per ogni piano. Sulla destra del secondo cortile è presente un antico pozzale in piperno.
Un appartamento del piano nobile, oggi occupato dallo Studio d'architettura Keller, ha una serie di ambienti decorati in stile eclettico-esotico nei primi anni del XX secolo.

## Curiosità
È stata la casa del professor Gennaro Bellavista, il personaggio interpretato da Luciano De Crescenzo nei suoi due film Così parlò Bellavista e Il mistero di Bellavista.
In uno degli appartamenti ha vissuto per molti anni fino alla morte il grande musicista e compositore locale Roberto De Simone .

## Altre immagini

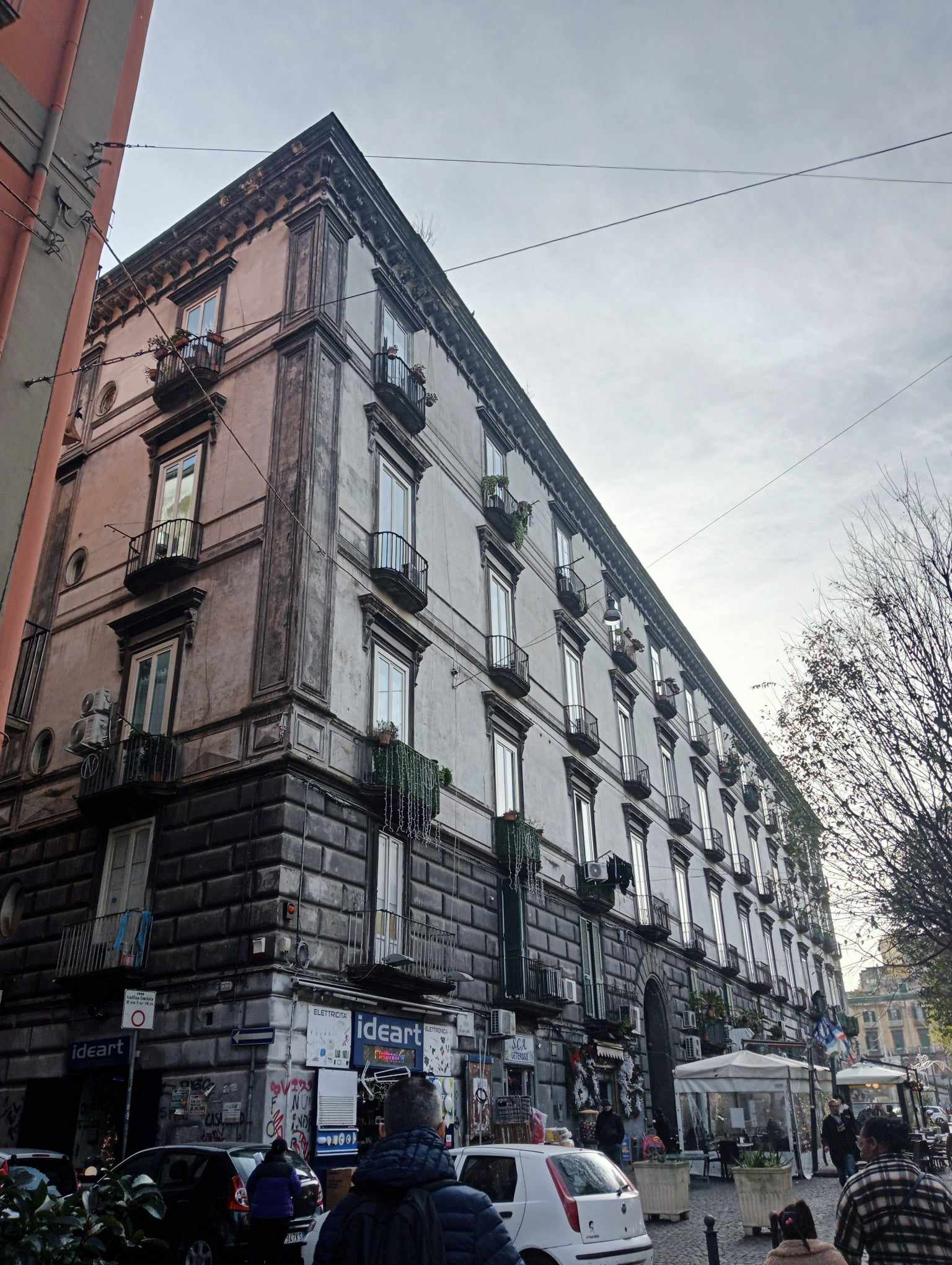
Altra prospettiva della facciata
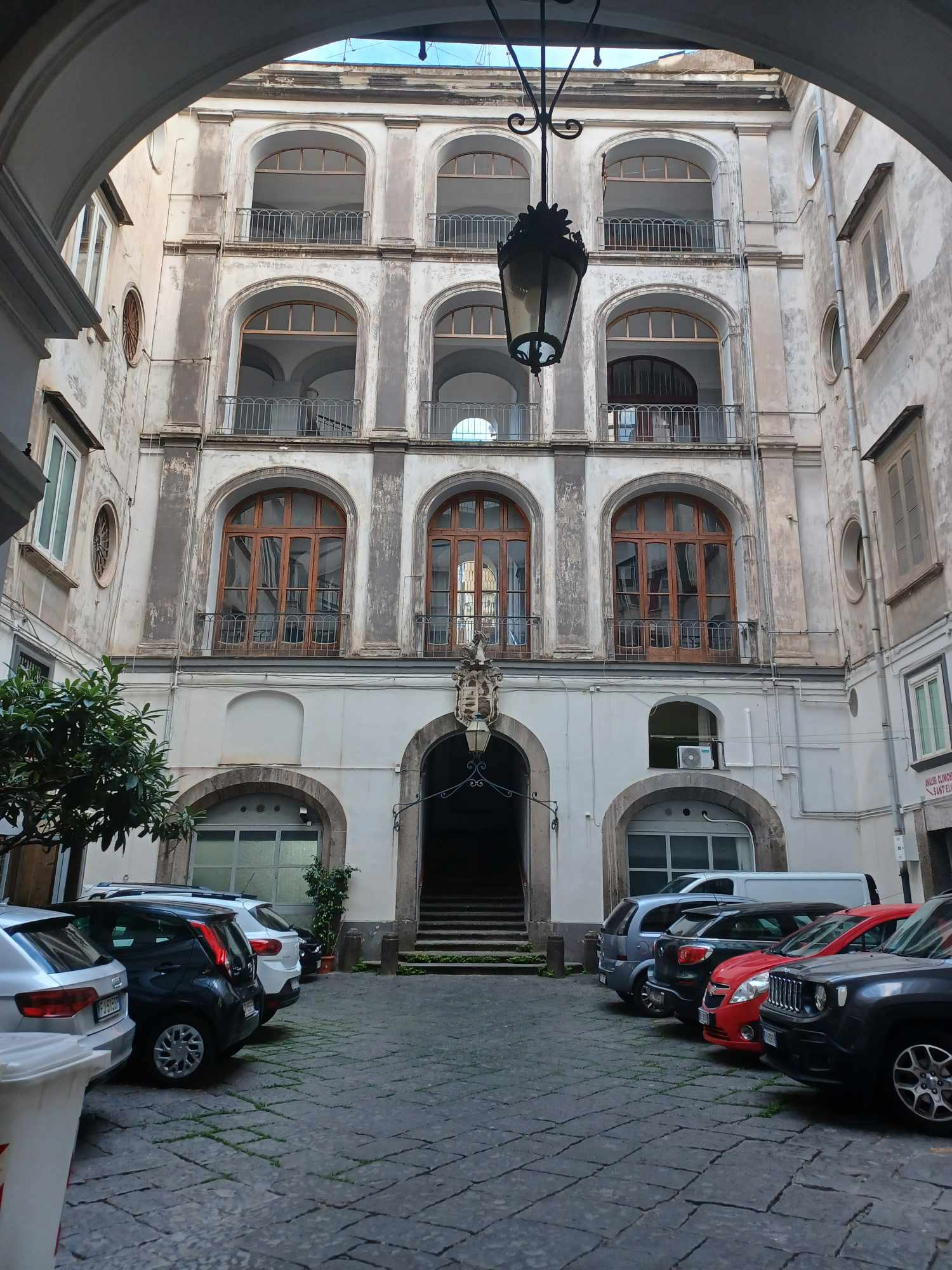
Il cortile con lo scalone aperto al civico 106